# ابن رواحة الحموي
ابن رواحة الحموي (515 هـ - 585 هـ /1189 م) هو أبو علي الحسين بن عبد الله بن رواحة الحموي، وهو أحد أعلام شعراء العصر الأيوبي في القرن 6 هـ. لازم نور الدين الزنكي حتى وفاته وثم انتقل إلى بلاط صلاح الدين الأيوبي في مصر. أثناء عودته من مصر إلى بلاد الشام عن طريق البحر وقع هو وزوجته في أسر الصليبيين، وولد ابنه عز الدين عبد الله سنة 560 هـ وهو في الأسر، وبعد فك أسره، عاد إلى بلاد الشام ليشارك بالمعارك مع صلاح الدين إلى أن استشهد في معركة مرج عكا سنة 585 هـ /1189 م.

## حياته ونسبه
هو الحسين بن عبد الله بن الحسين بن رواحة بن إبراهيم بن عبد الله بن رواحة بن عبيد بن محمد بن عبد الله بن رواحة الأنصاري الخزرجي. واختلف الرواة والمؤرخين في صحة نسبه إلى الصحابي عبد الله بن رواحة ويرجح أنه تشابه في الأسماء فقط. ولد عام 515 هـ في حماة لأسرة مشهورة في الأدب والشعر وكان والده خطيب حماة (486 - 561) هـ.
نشأ في حماة وتلقى العلم فيها ويذكر ابنه أبو القاسم أ نه سمع من والده الحافظ ومن عمه الصائن أبي الحسين هبة بن عساكر (488-563 هـ)، ومن أبي الحسن علي بن سليمان المرادي (ت 544 هـ)، ومن الوزير أبي المظفر سعيد بن سهيل الفلكي (ت 569 هـ). وسمع بالإسكندرية من الحافظ أبي طاهر بن محمد السلفي (ت 576 هـ) واشتغل بتعليم الفقه الشافعي والأدب، وانتقل إلى دمشق في شبابه طالباً للعلم وكان دائم التردد إليها لزيارة ومدح نور الدين الزنكي وسافر إلى مصر ومدح الخليفة العاضد ووزيره طلائع بن زريك وكان مقرباً منه، وغادر مصر بعد قتل ابن رزيك متجها إلى بلاد الشام عن طريق البحر فوقع بالأسر في حدود عام 560 هـ وبقي لمدة طويلة توفي خلالها أبوه، إلى أن فك أسره وعاد لبلاد الشام في حدود عام 563 هـ.
عمل في مجال تدريس الفقه والآداب ورواية الحديث. وله عدد من التلاميذ ومن أوائلهم ابنه عز الدين أبو القاسم عبد الله الشاعر الفقيه والذي كان كما يذكر شمس الدين الذهبي أحد فقهاء عصره. وابنه أبو البركات محمد (564 -642هـ). وحدث عنه الشهاب الدشتي وسنقر الزينبي. ومن تلاميذه أيضاً ابن الأثير الجزري الذي أشار إلى ذلك خلال ترجمته لحياة ابن رواحة. وذكر المنذري أن من تلاميذه الفقيه أبا الحسن علي بن إسماعيل الكندي الذي أنشد شعره في مصر، وأبا محمد بن الحسن بن المفضل البهراني الذي سمع منه شعره في منبج.